# Очи Ваканды
«О́чи Вака́нды» (англ. Eyes of Wakanda) — американский анимационный мини-сериал, основанный на комиксах издательства Marvel Comics о вымышленном государстве Ваканда. Мини-сериал относится к телесериалам медиафраншизы «Кинематографическая вселенная Marvel» (КВМ) и снят американским кинорежиссёром Райаном Куглером. По сюжету, воины скрытой страны Ваканда в течение истории путешествуют по миру в поисках опасных артефактов из вибраниума.
О том, что сериал находится в разработке, стало известно в феврале 2021 года, когда было объявлено о заключении сделки Куглера с The Walt Disney Company. В мае того же года Гурира сообщила, что присоединилась к проекту. Мини-сериал официально был анонсирован в декабре 2023 года.
Премьера мини-сериала «Очи Ваканды» состоялась 1 августа 2025 года на стриминговом сервисе Disney+. Мультсериал стал самым ранним проектом КВМ по хронологии его основных событий, а также первым полнометражным мультсериалом КВМ, действия которого происходит в основной временной линии.

## Сюжет
Мини-сериал рассказывает историю воинов Ваканды, которые на протяжении всей истории путешествовали по миру в поисках опасных артефактов из металла вибраниума.

## В ролях
- Винни Харлоу — Нони: опальный бывший член Дора Миладже, женского спецподразделения Ваканды[5].
  - Линн Уитфилд озвучила Нони в старости.
- Кресс Уильямс — Нкати / Лев: бывший вакандский генерал, а ныне пират, укравший в вакандские технологии, с помощью которых планирует создать собственное тираническое государство — «Королевство Льва»[5][6].
- Патриция Белчер — Акейя: военачальник Дора Миладже, пославшая Нони на задание остановить Льва[7].
- Ларри Херрон — Б’Каи / Мемнон: вакандец, член Боевых псов, примкнувший к грекам в Троянской войне с целью вернуть в Ваканду амулет из вибраниума[7].
- Адам Голд — Ахиллес: греческий герой Троянской войны[7].
- Кифф ВанденХёвел[англ.] — Одиссей: греческий герой Троянской войны.
- Йерман Гур — Парис
- Джоанна Калафатис — Елена Троянская
- Жак Колимон[англ.] — Баша, агент Боевых псов, посланный в Китай[7].
- Джона Сяо[англ.] — Джорани / Железный кулак: воин в маске со сверхспособностями[8].
- Айзек Робинсон-Смит — капитан Эбо[7].
- Гэри Энтони Уильямс[англ.] — Старший советник Раким[7].
- Стив Туссэн — Куда: агент Боевых псов. Шоураннер Тодд Харрис назвал персонажа «авторитетным», «душевным и сердечным», чья сильная преданность делу порой приводит к тому, что его принципы перевешивают долг[9].
- Зик Элтон — принц Тафари, агент Боевых псов[7].
- Аника Нони Роуз — Королева Ваканды и Чёрная пантера из альтернативного XXIV века, пытающаяся изменить прошлое для спасения своего настоящего[7][9].
- Дебра Уилсон[англ.] — генерал Дора Миладже из альтернативного XXIV века.

В мультсериале также появляются Уату / Наблюдатель и Н’Джадака / Эрик «Киллмонгер» Стивенс.

## Производство
В феврале 2021 года, Райан Куглер, сценарист и режиссёр фильмов Marvel Studios «Чёрная пантера» (2018) и «Чёрная пантера: Ваканда навеки» (2022), объявил о заключении пятилетнего телевизионного контракта между своей компанией Proximity Media и Walt Disney Television. Сделка включает в себя разработку драматического сериала для стримингового сервиса Disney+, основанного на вымышленной стране Ваканда, основной локации фильмов о Чёрной пантере. Куглер должен был разрабатывать сериал вместе с Кевином Файги, Луисом Д’Эспозито и Викторией Алонсо. Ричард Ньюби из The Hollywood Reporter выразил мнение, что сериал может расширить мифологию Ваканды и стать данью уважения Чедвику Боузману, который изображал Т’Чаллу / Чёрную Пантеру в медиафраншизе до своей смерти в августе 2020 года. По словам Ньюби, в сериале может быть рассказано о М’Баку Уинстона Дьюка и племени Джабари, поскольку Дьюк был одним из лучших исполнителей для роли Чёрной Пантеры; о прошлом наёмника Эрика «Киллмонгера» Стивенса; об отце Т’Чаллы — Т’Чаке и о том, как Чёрная Пантера предотвратила колонизацию Ваканды, а также о команде Дора Миладже. Ньюби также отметил новых персонажей комиксов, которых мини-сериал может ввести в КВМ, таких как Башенга, первая Чёрная Пантера; Королева Божественного Правосудия, американская активистка-подросток, которая присоединяется к Дора Миладже или Каспер Коул, офицера полиции Нью-Йорка, который становится Белым Тигром.
В мае 2021 года Данай Гурира подписала контракт на повторное исполнение роли Окойе, главы Дора Миладже, в спин-оффе сериала о происхождении персонажа. Collider сообщил, что речь идёт о ранее анонсированном сериале о Ваканде, в то время как Deadline Hollywood и /Film сообщили, что неясно, идёт ли речь об этом сериале или об отдельном сериале о происхождении Окойе. В ноябре 2022 года руководитель Marvel Studios Нейт Мур заявил, что сериал не находится «на длительной стадии» разработки, поскольку они сосредоточились на фильме «Чёрная пантера: Ваканда навеки» (2022) и сериале «Железное сердце», но подтвердил, что переговоры с Куглером по поводу мини-сериала продолжаются. К тому времени Proximity Media уже разрабатывала несколько сериалов, события которых происходят в Ваканде. В январе 2023 года Гурира подтвердила, что велись переговоры о создании сериала с участием Окойе. В декабре того же года глава Marvel Studios Animation Брэд Уиндербаум официально анонсировал мультсериал под названием «Очи Ваканды» в рамках ролика, посвящённого сериалу студии 2024 года.
Производство сериала проходило под рабочим названием Golden City.

## Список эпизодов
| № | Название                               | Режиссёр                | Автор сценария | Дата премьеры  |
| --- | -------------------------------------- | ----------------------- | -------------- | -------------- |
| 1 | «Into the Lion's Den» «В логово льва»  | Тодд Харрис             | Джеффри Торн   | 1 августа 2025 |
| В 1260 изгнанная из Дора Миладже Нони получает задание остановить сбежавшего из Ваканды генерала Нкати, известного как Лев, который хочет создать тираническое государство с помощью украденных технологий.                                                                         |                                        |                         |                |                |
| 2 | «Legends and Lies» «Легенды и ложь»    | Джон Фэнг               | Марк Бернардин | 1 августа 2025 |
| Под стенами Трои агент Боевых псов Б’Каи под именем Мемнон, сражаясь плечом к плечу с легендарным Ахилессом, пытается вернуть артефакт из вибраниума, попавший в руки Елены Троянской.                                                                                              |                                        |                         |                |                |
| 3 | «Lost and Found» «Потеря и находка»    | Джон Фэнг и Тодд Харрис | Марк Бернардин | 1 августа 2025 |
| В 1400 году агент Боевых псов Баша возвращает из Китая в Ваканду артефакт из вибраниума, но по пятам за ним следует таинственный воин в маске по имени Железный кулак. |                                        |                         |                |                |
| 4 | «The Last Panther» «Последняя пантера» | Тодд Харрис             | Джеффри Торн   | 1 августа 2025 |
| В 1896 году агенты Боевых псов Куда и принц Тафари успешно находят топор из вибраниума чтобы вернуть его в Ваканду, но вскоре их настигает Чёрная пантера из альтернативного будущего, утверждающая, что ради спасения всего мира этот артефакт не должен возвратиться в их страну. |                                        |                         |                |                |

## Релиз
Премьера мини-сериала «Очи Ваканды» состоялась 1 августа 2025 года на стриминговом сервисе Disney+. Ранее планировалась премьера на 2024 год, затем на 6 августа 2025 года, затем на 27 августа того же года.